# Южная (Вяземский район)
Южная — деревня в Вяземском районе Смоленской области России. Входит в состав Кайдаковского сельского поселения.

## География
Деревня Южная примыкает к южной границе города Вязьма. Ближайшие населенные пункты Казаково, Володарец.

## Население
Согласно всероссийской переписи населения 2010 года постоянное население в деревне отсутствует.